# 潑尼卡酯
潑尼卡酯是一种新型外用藥物，属于皮質類固醇，其药效与皮質醇类似。和其他局部用皮質類固醇（如倍他米松）相比，重复使用潑尼卡酯不会很快导致皮膚萎縮。皮質類固醇向来是治疗皮肤病学的药理学重要储备之一，但由于它可能会产生副作用，所以还需要探索新的药剂。
潑尼卡酯未被卤化。